# توت مميز
توت مميز  (الاسم العلمي:Morus insignis ) هي نوع نباتي يتبع جنس التوت من الفصيلة التوتية.  